# شيراك بوغوسيان
شيراك بوغوسيان (الأرمينية: Շիրակ Պողոսյան ، من مواليد 24 سبتمبر 1969 في يريفان، الأرمنية SSR) هو طائر أرمني طويل. تنافس في الألعاب الأولمبية الصيفية لعام 2000 في الوثب الطويل للرجال. أفضل قفزة في بوغوسيان هي 8.08 متر، وتم تحقيقها في عام 2000.

## الروابط الخارجية
- شيراك بوغوسيان على موقع الاتحاد الدولي لألعاب القوى (الإنجليزية)
- شيراك بوغوسيان على موقع اللجنة الأولمبية الدولية (الإنجليزية)
- شيراك بوغوسيان على موقع أوليمبيديا (الإنجليزية)

- Sports-Reference.com